# Artur Rímovich Yusúpov
Artur Rímovich Yusúpov (del ruso: Артур Римович Юсупов); Kúibyshev, URSS, 1 de septiembre de 1989) es un exfutbolista ruso que jugaba de centrocampista.

## Trayectoria
Hizo su debut profesional en la Segunda División rusa en 2006 en el FC Krylia Sovetov-SOK Dimitrovgrad.
Hizo su debut en la liga rusa el 8 de noviembre de 2009 con el F. C. Dinamo Moscú contra el Spartak de Nalchik.[cita requerida]

## Selección nacional
Debutó con la selección de Rusia en 2015. El 7 de junio de 2016 fue convocado para participar en la Eurocopa tras la lesión de Ígor Denísov.

### Participaciones en Eurocopas
| Copa          | Sede    | Resultado    | Partidos | Goles |
| ------------- | ------- | ------------ | -------- | ----- |
| Eurocopa 2016 | Francia | Primera fase | 0        | 0     |

## Clubes
| Club                            | País  | Año       |
| ------------------------------- | ----- | --------- |
| Krylya Sovetov-SOK Dimitrovgrad | Rusia | 2006-2007 |
| F. C. Tolyatti                  | Rusia | 2008      |
| F. C. Dinamo Moscú              | Rusia | 2009-2015 |
| F. K. Jimki (cedido)            | Rusia | 2010      |
| Zenit de San Petersburgo        | Rusia | 2015-2018 |
| F. C. Rostov (cedido)           | Rusia | 2017-2018 |
| F. C. Rostov                    | Rusia | 2018-2019 |
| F. C. Dinamo Moscú              | Rusia | 2019-2020 |
| P. F. C. Sochi                  | Rusia | 2020-2024 |
| F. K. Jimki                     | Rusia | 2024      |
| F. C. Ural                      | Rusia | 2024      |

## Palmarés

### Títulos nacionales
| Título             | Club                     | País  | Año  |
| ------------------ | ------------------------ | ----- | ---- |
| Supercopa de Rusia | Zenit de San Petersburgo | Rusia | 2015 |
| Copa de Rusia      | Zenit de San Petersburgo | Rusia | 2016 |
| Supercopa de Rusia | Zenit de San Petersburgo | Rusia | 2016 |